# 鹿児島県立川薩清修館高等学校
鹿児島県立川薩清修館高等学校（かごしまけんりつ せんさつせいしゅうかんこうとうがっこう）は、鹿児島県薩摩川内市入来町副田に所在する公立の高等学校。

## 概要
2007年に鹿児島県立入来商業高等学校と鹿児島県立樋脇高等学校と統合して開校した。なお、入来商業・樋脇高校は、2009年3月をもって閉校した。

## 設置学科及び教育課程
- ビジネス会計科
- 総合学科
  - 文理系列 - 普通教科の学習を深めていき、学力の充実・向上。また、習熟度別授業や少人数指導等により、確かな学力の定着、多様な進路希望の実現。
  - スポーツ健康系列 - 健康・福祉・スポーツ等に関する基本的な知識や技術の習得。実践的な態度を身に付ける。また、共生の心を培い、専門性を生かした多様な進路希望の実現。
  - 情報マネジメント系列 - 情報処理・プログラミング・通信ネットワーク等に関する基本的な知識や技術の習得。また、情報処理等の上級資格取得をめざして学び、専門性を生かした多様な進路希望の実現

## 沿革
- 2007年4月 - 川薩清修館高等学校開校。校舎は入来商業高校の校舎を使用する。
- 2007年8月4日 - 校訓、スクールモットー、スクールカラーを制定。

## スクールモットー
元気・やる気・本気
～夢の実現に向かって～

## スクールカラー
- 水色（ライトブルー）

## 著名な出身者
- 橋元晃志（陸上選手、200m元ユース日本最高記録保持者・2013年200mジュニア世界ランク1位）

## 関連事項
- 鹿児島県の高等学校設立年表
- 鹿児島県高等学校一覧
- 日本の商業に関する学科設置高等学校一覧
- 日本の総合学科設置高等学校一覧